# Omar Fonstad El Ghaouti
Omar Fonstad El Ghaouti (15 febbraio 1990) è un giocatore di calcio a 5 e calciatore norvegese, pivot del Grorud e attaccante del Råde.

## Biografia
Di padre marocchino e madre norvegese, è cresciuto in Norvegia.

## Carriera
A sedici anni, Fonstad El Ghaouti è entrato nelle giovanili dello Stabæk. Con questa squadra ha vinto il Norgesmesterskapet G19 2008.
Successivamente, ha giocato con la maglia del Grorud, prima di passare al Lørenskog. Dopo un'esperienza con il Nordstrand, si è trasferito a Malta per giocare nelle file degli Sliema Wanderers. Ha esordito nella Premier League Malti in data 18 agosto 2012, sostituendo Pablo Eduardo González nel pareggio per 1-1 contro il Floriana. Il 24 agosto ha segnato la prima rete, nella vittoria per 2-3 in casa dei Tarxien Rainbows. Nel 2013 è passato allo Zejtun Corinthians, sempre a Malta.
Ad agosto 2013, è stato ingaggiato dalla squadra riserve dell'Ullensaker/Kisa. A partire dalla fine di quella stessa stagione, ha iniziato a giocare nella Futsal Eliteserie, massima divisione del campionato di calcio a 5 locale: il calendario del torneo è organizzato in modo che non si sovrapponesse a quello calcistico, rendendo compatibili le due attività. Ha subito contribuito alla vittoria della Futsal Cup.
Il 4 gennaio 2014 ha giocato la prima partita per la Nazionale di calcio a 5 della Norvegia, nella sconfitta per 5-3 patita contro la Moldavia.
Nel 2014, si è trasferito all'Oppsal. Il 24 novembre 2014, il Moss ha reso noto d'aver ingaggiato Fonstad El Ghaouti, che ha firmato un contratto biennale con il nuovo club, valido dal 1º gennaio 2015. Terminata la prima annata in squadra, ha giocato il secondo campionato di futsal con il Grorud, che si è po aggiudicato. L'11 dicembre 2015 ha trovato anche la prima rete in Nazionale, nella sconfitta per 6-1 contro il Portogallo.
Il 21 luglio 2016 ha rescisso il contratto che lo legava al Moss. Il 5 agosto successivo è stato quindi ingaggiato dal Lørenskog. In vista del campionato 2017, è passato al Fram Larvik.
Il 24 novembre 2017 è stato ingaggiato dal Bryne, a cui si è legato con un contratto triennale valido dal 1º gennaio 2018 e per i successivi tre anni. Ha scelto la maglia numero 10.
Il 7 gennaio 2020 ha firmato un contratto annuale con l'Arendal.
Il 10 maggio 2021 si è accordato con l'Alta.
Il 12 gennaio 2022 è approdato all'Hønefoss, a cui si è legato con un contratto biennale.
Il 6 novembre 2023 è stato reso noto il passaggio di Fonstad El Ghaouti al Råde, a partire dalla stagione seguente.

## Palmarès

### Competizioni giovanili
- Norgesmesterskapet G19: 1

Stabæk: 2008